# 4 Batalion Straży Granicznej
4 Batalion Straży Granicznej – jednostka organizacyjna Straży Granicznej w II Rzeczypospolitej.

## Formowanie i zmiany organizacyjne
Wykonując postanowienia uchwały Rady Ministrów z 23 maja 1922 roku, Minister Spraw Wewnętrznych rozkazem z 9 listopada 1922 roku zmienił nazwę „Bataliony Celne” na „Straż Graniczną”. Wprowadził jednocześnie w formacji nową organizację wewnętrzną. 4 batalion celny przemianowany został na 4 batalion Straży Granicznej.
4 batalion Straży Granicznej funkcjonował w strukturze Komendy Powiatowej Straży Granicznej w Wilnie, a jego dowództwo stacjonowało w Mejszagole. W skład batalionu wchodziły cztery kompanie strzeleckie oraz jedna kompania karabinów maszynowych w liczbie 3 plutonów po 2 karabiny maszynowe na pluton. Dowódca batalionu posiadał uprawnienia dyscyplinarne dowódcy pułku. Cały skład osobowy batalionu obejmował etatowo 614 żołnierzy, w tym 14 oficerów.
W 1923 roku batalion przekazał swój odcinek oddziałom Policji Państwowej i został rozwiązany.

## Służba graniczna
W 1923 zlikwidowany został pas neutralny na granicy z Litwą. Komenda Wojewódzka Straży Granicznej w Wilnie 6 marca 1923 wydała zarządzenie które nakazywało nową obsadę granicy. 7 batalion Straży Granicznej miał oddać swój odcinek 15. i 43 batalionowi SG i przejść do Podbrodzia.
- 4 batalion SG po oddaniu części zajmowanego odcinka 7 batalionowi SG podzielił odcinek batalionowy na cztery pododcinki[7]:

1. od jeziora Olany do Romiszkańców z siedzibą komendy kompanii w Folwarku
2. od koty 161 do m. Użyblińdzie z siedzibą komendy w Jawniunach
3. od Użyblindzia do m. Podwłożańce z siedzibą komendy w Majlunach
4. od Podwłożanców do m. Surmańce z siedzibą komendy w Bujwidach

Sąsiednie bataliony
- 17 batalion Straży Granicznej ⇔ 43 batalion Straży Granicznej – 1 grudnia 1922[3][8]
- 17 batalion Straży Granicznej ⇔ 7 batalion Straży Granicznej − III 1923[9]

## Kadra batalionu
Dowódcy batalionu

| stopień | imię i nazwisko | okres pełnienia służby | kolejne stanowisko |
| ------- | --------------- | ---------------------- | ------------------ |
| ppłk    | Józef Reutt     | IX 1922 – VII 1823     |                    |

## Struktura organizacyjna
| Ordre de Bataille 4 batalionu Straży Granicznej w Miejszogole na dzień 14 listopada 1922 | Ordre de Bataille 4 batalionu Straży Granicznej w Miejszogole na dzień 14 listopada 1922 | Ordre de Bataille 4 batalionu Straży Granicznej w Miejszogole na dzień 14 listopada 1922 | Ordre de Bataille 4 batalionu Straży Granicznej w Miejszogole na dzień 14 listopada 1922 | Ordre de Bataille 4 batalionu Straży Granicznej w Miejszogole na dzień 14 listopada 1922 |
| kompanie                                                                                 | 1. Kiejdaniele                                                                           | 2. Burkile                                                                               | 3. Jawniuny                                                                              | 4. Bujwidy                                                                               |
| ---------------------------------------------------------------------------------------- | ---------------------------------------------------------------------------------------- | ---------------------------------------------------------------------------------------- | ---------------------------------------------------------------------------------------- | ---------------------------------------------------------------------------------------- |
| placówki                                                                                 | Podubinka                                                                                | Wesołówka                                                                                | Powasatele                                                                               | Guderost                                                                                 |
| placówki                                                                                 | Pokirmy                                                                                  | Burkile                                                                                  | Jawniuny                                                                                 | Kiernowek                                                                                |
| placówki                                                                                 | Bildziuny                                                                                | Markuńce                                                                                 | Plekiszki                                                                                | Grabiały                                                                                 |
| placówki                                                                                 | Jakubańce                                                                                | Janiszki                                                                                 |                                                                                          | Białozyryszki                                                                            |
| placówki                                                                                 |                                                                                          | Dajwidy                                                                                  |                                                                                          |                                                                                          |
| placówki                                                                                 | Surmańce                                                                                 |                                                                                          |                                                                                          |                                                                                          |
| Ordre de Bataille 4 batalionu Straży Granicznej w Miejszogole w marcu 1923               |                                                                                          |                                                                                          |                                                                                          |                                                                                          |
| kompanie                                                                                 | 2. Buda                                                                                  | 1. Jawniuny                                                                              | 3. Mejluny                                                                               | 4. Bujwidy                                                                               |
| placówki                                                                                 | Olany                                                                                    | Astyki                                                                                   | Bortkuszki                                                                               | Grabiały                                                                                 |
| placówki                                                                                 | Romaszkańce                                                                              | Pobłyndzie                                                                               | Mejluny                                                                                  | Białozoryszki                                                                            |
| placówki                                                                                 |                                                                                          | Żyrnawogi                                                                                | Drawcze                                                                                  | Karmazin                                                                                 |
| placówki                                                                                 |                                                                                          | Kiednówek                                                                                | Elnakumpie                                                                               |                                                                                          |
| placówki                                                                                 | Surmańce                                                                                 |                                                                                          |                                                                                          |                                                                                          |